# Aphalara avicularis
Aphalara avicularis är en insektsart som beskrevs av Ossiannilsson 1981. Aphalara avicularis ingår i släktet Aphalara och familjen rundbladloppor. Enligt den finländska rödlistan är arten nära hotad i Finland. Arten är reproducerande i Sverige. Artens livsmiljö är åsmoskogar. Inga underarter finns listade i Catalogue of Life.